# Dachang Zhen
Dachang Zhen (chiń. 大场镇站) – stacja metra w Szanghaju, na linii 7. Zlokalizowana jest pomiędzy stacjami Changzhong Lu i Xingzhi Lu. Została otwarta 5 grudnia 2009.